# Acceptable in the 80s
Singles de Calvin Harris
Vegas
(2007) The Girls
(2007)
Pistes de I Created Disco
The Girls Neon Rocks
Acceptable in the 80s est une chanson du DJ, producteur écossais Calvin Harris. La mélodie est basée sur une chanson des années 80 du groupe Siouxsie and the Banshees : Happy House. La vidéo montre le style et la culture des années 80.

## Liste des pistes
| 1. | Acceptable In The 80s | 5:33 |
| 2. | This Is The Industry  | 3:36 |

| 1. | Acceptable In The 80s (Tom Neville Remix) | 7:16 |
| 2. | Acceptable In The 80s                     | 5:33 |
| 3. | Acceptable In The 80s (Glimmers Remix)    | 5:58 |

| 1. | Acceptable In The 80s (Radio Edit)        | 3:31 |
| 2. | Love For You                              | 3:49 |
| 3. | Acceptable In The 80s                     | 5:33 |
| 4. | Acceptable In The 80s (Tom Neville Remix) | 7:16 |

## Classement par pays
| Classement (2007)                          | Meilleure position |
| ------------------------------------------ | ------------------ |
| Australie Australian ARIA Singles Chart    | 97                 |
| Australie Australian ARIA Hitseekers Chart | 2                  |
| Afrique du Sud 5FM                         | 9                  |
| Danemark Singles Chart                     | 14                 |
| Irlande Irish Singles Chart                | 30                 |
| Royaume-Uni UK Singles Chart               | 10                 |
| Classement (2008)                          | Meilleure position |
| Allemagne Classement single                | 30                 |